# キース・ジャクソン (アメリカンフットボール)
キース・ジャクソン（Keith Jackson 1965年4月19日- ）は、アーカンソー州リトルロック出身のアメリカンフットボール選手。ポジションはタイトエンド。NFLの3チームで1988年から1996年までプレー、プロボウルに6回選ばれている。1980年代終わりから1990年代初めにかけての最も優れたレシービングタイトエンドの1人。

## 経歴

### プロ入りまで
高校時代は、アーカンソー州のオールチームにタイトエンドとセイフティで選ばれた。1983年にはパレード誌が選ぶオールアメリカンとなっている。2011年にパレード誌より、高校生のオールタイムでのオールアメリカンに選ばれた。
オクラホマ大学で1984年から1987年までプレーした。大学時代のニックネームは、｢Boomer Sooner」（Sooners が大学のチーム名）。彼の在籍中チームは、42勝5敗1分で、1985年には全米チャンピオンになった。1986年のペンシルベニア州立大学とのオレンジボウルでは、71ヤードのTDレシーブを含む2TDをあげて勝利に貢献した。2001年にカレッジフットボールの殿堂入りを果たした。

### プロ入り後
1988年のドラフト1巡でフィラデルフィア・イーグルスに指名されて入団、1年目から81回のレシーブで869ヤードを獲得、6TDをあげた。プレーオフでも7回のレシーブで142ヤードを獲得した。この年のNFCのルーキー・オブ・ザ・イヤーに選ばれた。また新人としてはその年ただ一人、プロボウルに選ばれた。彼が作ったイーグルスの新人レシーブ記録は、2008年に、デショーン・ジャクソンに破られた。
イーグルスでは1991年までの4シーズンで242回のレシーブ、2,756ヤードを獲得、20TDをあげた。イーグルス時代は、QBのランドール・カニンガム、DEのレジー・ホワイトと強い絆を築いた。
1992年、ホールドアウトを行い、フリーエージェントとなっていた彼は、9月28日にマイアミ・ドルフィンズと4年590万ドルの契約を結んだ。前年のイーグルスとの契約は30万ドルであった。なお、イーグルスからは3年400万ドルの提示がされており、NFL関係者の間では、彼はイーグルスに残留すると考えられていた。デンバー・ブロンコスのオーナー、パット・ボーレンはレシービングタイトエンドには、年150万ドルの価値がないと発言しており、ワシントン・レッドスキンズのヘッドコーチ、ジョー・ギブスも同様の見解を示しており、プロボウルに2度選ばれている優れたタイトエンド、フェレル・エドマンズのいるドルフィンズが巨額契約を結んだことは、衝撃を与えた。
1994年までの7シーズンで彼は388レシーブで、4,636ヤードを獲得、38TDをあげたが、この数字は同期間中のNFLトップの数字であった。またこの時点でのタイトエンドとしては、ミネソタ・バイキングスのスティーブ・ジョーダンの498レシーブに次ぐ現役2位の388レシーブをあげていた。ドルフィンズでは3シーズンで146回のレシーブ、1,828ヤード、18TDをあげた。
1995年3月、ドルフィンズからその年のドラフト2巡指名権とのトレードでグリーンベイ・パッカーズに移籍した。ドルフィンズはこの年、2回プロボウルに選ばれたエリック・グリーンと契約を結んでいた。彼は当初寒冷地であるグリーンベイでのプレーを望んでいなかったが、親友であり元チームメートのレジー・ホワイトからの誘いによってパッカーズでプレーした。
NFLで9シーズンプレーした間、6回プロボウルに選ばれた（1988年-1990年、1992年、1994年、1996年）。
キャリア最終年の1996年は、40回のレシーブで505ヤード、自己最多の10TDをあげた。この年、グリーンベイ・パッカーズはレギュラーシーズンを13勝3敗で終え、第31回スーパーボウルを制し、彼はスーパーボウルリングを獲得した。
1997年3月、現役引退を表明した。

### 現役引退後
現役引退後は、1999年はFOXスポーツで、2000年から2017年までアーカンソー・レイザーバックスの試合の解説者を務めた。彼の長男のキースは、ディフェンシブラインマンとしてアーカンソー大学でプレーし、2007年のNFLドラフトの7巡でセントルイス・ラムズに指名された。

## 人物
ABCのスポーツキャスターのキース・ジャクソンとは別人である。
2011年にNFL.com のライター、アダム・ランクによって、歴代のジャクソン姓の名選手として、ボー・ジャクソン、リッキー・ジャクソン、ハロルド・ジャクソン、トム・ジャクソン、スティーブン・ジャクソンとともに取り上げられ、4位に評価された。